# Kurikulární politika
Kurikuluární politika (kurikulum z latinského curró = běhat, politika z řeckého polis – město, politiké techné – správa obce) je poměrně nové slovní spojení objevující se jako součást vzdělávací politiky. Pojem pronikl z anglo-amerického prostředí a první zmínky o něm jsou až z konce 80. let 20. století. V současné době se kurikulární politika nejčastěji objevuje ve spojitosti s kurikulární reformou, či kurikulárními dokumenty.

## Vymezení pojmu kurikulum
Kurikulum lze chápat jako „obsah vzdělávání (učivo) v širším slova smyslu a proces jeho osvojování, tj. jako veškerou zkušenost žáka (učícího se), kterou získává ve školském (vzdělávacím) prostředí, a činnosti, které jsou spojeny s jeho osvojováním a hodnocením“.
Kurikulum je nestabilní konstrukt, jež prochází vývojem od ideální představy, přes vtělení do školních dokumentů, až po realizování kurikula. „Vytváří se tak systém složitých vazeb, v nichž si však dominantní postavení zachovává obsah (učivo).“ V užším pojetí termín označuje učební plán, tj. dokument, kde jsou popsány vyučovací předměty, jejich hodinové dotace apod. Příklad užšího pojetí kurikula je Standard základního vzdělávání nebo Rámcový vzdělávací program. První zmínky o kurikulu jsou již z 16. století, kdy docházelo k první standardizaci univerzitního studia v evropských zemích a kurikulum stanovovalo délku a rozsah studia.
Nověji se objevuje i širší pojetí pojmu kurikulum. To kromě oficiálních dokumentů zahrnuje veškerou zkušenost, kterou žáci získávají ve škole a v činnostech ke škole se vztahujících, její plánování a hodnocení. Širší pojetí kurikula tak postihuje celou školní realitu a rozděluje se do dalších druhů:
- Zamýšlené (plánované) kurikulum se týká cílů a jejich konkretizace v určitém oboru či předmětu, zamýšlený cíl nemusí být vždy splněný.
- Realizované (prezentované) kurikulum představuje vzdělávací obsah, který je předmětem výuky, vypovídá o tom, co ze zamýšleného kurikula se uskutečnilo.
- Dosažené (osvojené) kurikulum označuje poznatky, které si žáci osvojili, a které se přeměnily v jejich vědomosti. Jinými slovy jde o efekt zamýšleného a realizovaného kurikula.[2]
- Skryté kurikulum je vše, co se ve škole děje mimo projektové a učební dokumenty a žáky to nějak ovlivňuje, např. vztahy mezi žáky, kultura a klima školy apod.[5]

## Charakteristika kurikulární politiky
Kurikulární politika je jakousi součástí vzdělávací politiky. Stěžejní je pro ni právě samotné kurikulum, jehož výhody spatřuje právě v širším pojetí. Výstupy této politiky jsou především kurikulární dokumenty, které jsou v zásadě normativní kostrou vzdělávání a určují, tedy určuje, jak přesně bude vypadat. Cílem je pak uvedení kurikulárních změn do praxe s důrazem na zlepšení výsledků. Při sestavování změn, tedy kurikulární reformou, je ale důležité také zajištění implementární podpory a posléze i vyhodnocení, závaznost dokumentů není dostačující.
Kurikulární politika je mladším pojmem, za dobu jeho vzniku je považováno období 50. let 20. století., přičemž v postkomunistických zemích se užívání tohoto termínu objevilo až v 90. letech 20. století, vzhledem k přímé kontrole kurikula komunistickými stranami v období režimu. V českém prostředí tento pojem použili například Průcha, Walterová a Mareš, jejichž definice se spíše orientuje na proces tvorby a aktéry, kteří do tohoto procesu zasahují.

### Tvorba kurikula
Základní strukturu pro tvorbu kurikula stanovil Ralph Tyler ve 4 otázkách:
1. Jaké jsou cíle vzdělávání, kterých mají školy dosáhnout?
2. Jaké školní činnosti a zkušenosti mohou nejlépe posloužit k dosažení těchto cílů?
3. Jak mohou tyto činnosti a zkušenosti být ve škole nejlépe zajištěny a organizovány?
4. Jakým způsobem můžeme určit, zda bylo těchto cílů dosaženo?[5]

Tyto primární otázky byly následně použity dalšími autory, kteří postup tvorby kurikula dále detailněji rozpracovávali.
Fáze implementace a evaluace jako součást kurikulární politiky a její tvorby zahrnuli do svých prací jiní autoři, jako například Wiles a Bondi, kteří vymezili následující 4 fáze procesu:
1. analýza potřeb a vlastní vývoj kurikula,
2. design kurikula,
3. implementace,
4. evaluace.

## Kurikulum v praxi
Kurikulum může být adaptováno učiteli na školách několika způsoby. Kategorizaci přístupů učitelů ke státnímu kurikulu stanovili Tanner a Tanner následovně:
- imitační udržení, kdy učitel pouze následuje navržený plán a užívá dané učebnice
- mediativní, kdy učitel následuje kurikulum, ale zároveň se snaží do výuky zakomponovat jiné učební metody a sám se vzdělávat
- kreativně-reprodukční, přičemž je kurikulum diskutováno mezi učiteli navzájem a hromadnou snahou je vylepšováno na základě svých poznatků a zkušeností, i ve spolupráci s jinými učiteli.[7]

## Harmonizace a internacionalizace kurikula
Harmonizací a internacionalizací kurikula je označován trend, který souvisí s globalizací a zvýšeným pohybem kapitálu a osob. Příkladem této harmonizace jsou klíčové kompetence, které mají podporovat mobilitu v rámci pracovního trhu v EU. Odborná pracovní komise Evropské rady na základě diskusí dospěla k následujícím osmi kompetencím:
1. Komunikace v mateřském jazyce
2. Komunikace v cizích jazycích
3. Matematická gramotnost a kompetence v oblasti přírodních věd a techniky
4. Informačně-technologické kompetence
5. Schopnost se dále učit
6. Mezilidské, sociální a občanské kompetence
7. Podnikatelské dovednosti
8. Základní kulturní rozhled

Dalším příkladem je cíl výuky ve dvou cizích jazycích v rámci povinného školního vzdělávání, který byl stanoven EU. Nepřímý vliv na harmonizaci obsahu vzdělávání mají také různé mezinárodní výzkumy.